# دهستان شعبجره
دهستان شعبجره نام دهستانی در بخش طغرل‌الجرد شهرستان کوهبنان، استان کرمان در ایران است.

## جمعیت
براساس سرشماری مرکز آمار ایران در سال ۱۳۸۵، جمعیت آن ۲۲۲۷ نفر (۵۸۹ خانوار) بوده‌است.